# For as long as you need me
For as long as you need me is een nummer van Eric Woolfson. Woolfson is voornamelijk bekend vanwege zijn bijdragen aan de muziek en albums van Alan Parsons Project. Dit nummer schreef hij echter voordat hij dat samenwerkingsverband aanging.
Het nummer werd in eerste instantie opgenomen door The Art Movement, dat ooit de begeleidingsband van Roy Orbison was. Het verscheen op de gelijknamige EP uit 1970. Mama Cass van The Mamas and the Papas nam het ook op, maar bracht het niet uit. De eerste opname, die verscheen was echter van The Cats op hun album Colour us gold uit 1969. Hun muziekproducent Klaas Leyen struinde vaak de bakken af bij de muziekuitgeverij van EMI voor geschikt repertoire voor The Cats. Ook de Belgische band The Mec-Op Singers brachten het op single (1970) uit met B-kant Oke fino kee.